# Danao, Cebu
Danao là một "thành phố thành phần" thuộc tỉnh Cebu, Philippines. Theo điều tra nhân khẩu năm 2015, thành phố có 136.471 cư dân. Trong danh sách bầu cử năm 2016, thành phố có 86.085 cử tri đăng ký. Danao thuộc khu vực Metro Cebu.
Tại Sabang, Mitsumi là một trong những nguồn tuyển dụng lớn nhất tại miền bắc Cebu. Du lịch vẫn là một ngành sơ khai, khu vực bờ biển thường không có hạ tầng. Đường cao tốc Metro Cebu dài 74 km được dự kiến khởi công vào năm 2018, sẽ nối thành phố Naga ở phía nam đến thành phố Danao ở phía bắc.